# Sudan i olympiska sommarspelen 1968
Sudan deltog i de olympiska sommarspelen 1968 med en trupp bestående av fem deltagare, men ingen av dessa erövrade någon medalj.